# 金特里 (阿肯色州)
金特里（英語：Gentry）是一個位於美國阿肯色州本頓縣的城市。根據2020年美國人口普查，該地人口為3790人，而該地的面積約為13.40平方千米。

## 地理
金特里的座標為36°16′01″N 94°29′03″W / 36.26694°N 94.48417°W，而該地的平均海拔高度為376米（即1234英尺）。